# Tomșani (Prahova)
Tomșani è un comune della Romania di 4 635 abitanti, ubicato nel distretto di Prahova, nella regione storica della Muntenia. 
Il comune è formato dall'unione di 4 villaggi: Loloiasca, Magula, Sătucu, Tomșani.